# Ron Palillo
Ronald Gabriel „Ron” Palillo (ur. 2 kwietnia 1949 w New Haven, zm. 14 sierpnia 2012 w Palm Beach Gardens na Florydzie) – amerykański aktor telewizyjny i filmowy. Występował w roli Arnolda Dingfeldera Horshacka w sitcomie ABC Welcome Back, Kotter.

## Życiorys

### Wczesne lata
Urodził się w rodzinie włoskiego pochodzenia jako syn Carmel i Gabriela Palillo. W wieku 14 lat, Ron zaczął występować w miejscowym teatrze, zarabiając swoje pierwsze pieniądze. W czasie studiów grał również wielu przedstawieniach szkolnych. Miał troje rodzeństwa: braci Richarda i Roberta oraz siostrę Ann. Pracował jako nauczyciel dramatu w G-Star School of the Arts.

### Kariera
Zaangażował się w szkolnym teatrze, by pokonać jąkanie, które zmniejszyło się w jego ostatnich latach życia. Wkrótce po ukończeniu studiów był dublerem w sztuce Hot L Baltimore Lanforda Wilsona na Off Broadwayu. Potem trafił do telewizji w roli ucznia szkoły średniej Arnolda Dingfeldera Horshacka w sitcomie ABC Welcome Back, Kotter (1975–1979), gdzie grał także John Travolta (jako Vinnie Barbarino).
Grywał drugoplanowe role w serialach telewizyjnych, takich jak Statek miłości (The Love Boat) czy Drużyna A (The A-Team). W 1991 roku przeniósł się do Nowego Jorku. Przez rok występował w operze mydlanej ABC Tylko jedno życie (One Life to Live, 1994) jako Gary Warren. Na Off Broadwayu grał w produkcji Amadeusz Petera Shaffera o życiorysach Wolfganga Amadeusa Mozarta i Antonio Salieriego.
Uczył dramatu na University of Connecticut Alma Mater. W 2010 roku w West Hartford, w stanie Connecticut wyreżyserował swoją pierwszą produkcję swojego autorstwa The Lost Boy, napisał musical oparty na życiu J.M. Barriego, autora sztuki i powieści pt. Piotruś Pan.

### Życie prywatne
Zmarł 14 sierpnia 2012 roku w Palm Beach Gardens na Florydzie na zawał serca. Został przewieziony do szpitala, gdzie zmarł w wieku 63 lat. Po jego śmierci ujawniono, że był gejem i od roku 1971 był związany z Josephem Grammem. Jego pogrzeb odbył się 22 sierpnia 2012 roku.

## Filmografia

### Filmy fabularne
- 1979: Wieża Babel (Tower of Babel)
- 1979: Skatetown, U.S.A. jako Frankey
- 1981: Laverne & Shirley in the Army jako sierżant Squealy
- 1981: Burza (The Tempest) jako Trinculo
- 1981: The Invisible Woman jako Spike Mitchell
- 1984: Surf II jako inspector Underpants
- 1985: Doin’ Time jako Pappion
- 1985: The Pound Puppies jako złodziejaszek (głos)
- 1986: Piątek, trzynastego VI: Jason żyje jako Allen Hawes
- 1989: Zjadacz węży (Snake Eater) jako Torchy
- 1989: Zjadacz węży II: Odwet żołnierza (Snake Eater II: The Drug Buster) jako Torchy
- 1990: Brama piekieł (Hellgate) jako Matt
- 1991: Ośrodek (Committed) jako Ronnie
- 1992: Wiatr jako Tony
- 2003: Dickie Roberts: Kiedyś gwiazda (Dickie Roberts: Former Child Star) w roli samego siebie
- 2004: Trees 2: The Root of All Evil jako Dougie Styles
- 2008: The Curse of Micah Rood jako Micah Rood
- 2010: Strażnicy (The Guardians) jako prof. Walker
- 2010: It’s a Dog Gone Tale: Destiny’s Stand jako Randolph Baines

### Seriale TV
- 1975–1979: Welcome Back, Kotter jako Arnold Horshack
- 1976: Mr. T and Tina jako Arnold Horshack
- 1979: Statek miłości (The Love Boat) jako Al Breyer
- 1979: $weepstake$ jako Harold
- 1979: Najwięksi bohaterowie biblijni (Greatest Heroes of the Bible) jako Hevet
- 1981: Alice jako Mutner
- 1981: Statek miłości (The Love Boat) jako Casper Martin
- 1983: Rubik, the Amazing Cube jako Rubik
- 1983: Drużyna A (The A-Team) jako Zack
- 1983: CHiPs jako Nick
- 1983: Matt Houston jako Charley Arbis
- 1984: Napisała: Morderstwo jako Norman Lester
- 1986: Trapper John, M.D. jako Kussman
- 1986: Cagney i Lacey jako Larkin
- 1991: Darkwing Duck
- 1994: Tylko jedno życie (One Life to Live) jako Gary Warren
- 1997: Mr. Rhodes jako Arnold Dingfelder Horshak
- 2003: Style Court jako juror

### Scenariusz
- 2010: It’s a Dog Gone Tale: Destiny’s Stand